# Reprezentacja Kosowa w koszykówce mężczyzn
Reprezentacja Kosowa w koszykówce mężczyzn – drużyna, która reprezentuje Kosowo w koszykówce mężczyzn. Za jej funkcjonowanie odpowiedzialna jest krajowa federacja koszykówki (Kosovo Basketball Federation). Dotąd nigdy nie występowała w igrzyskach olimpijskich, mistrzostwach świata, czy mistrzostwach Europy.
Kosowska federacja starała się o uzyskanie członkostwa w Międzynarodowej Federacji Koszykówki (Fédération Internationale de Basketball, w skrócie FIBA) od początku XXI wieku, jednak jej wnioski w tej sprawie wielokrotnie były odrzucane wskutek protestów Serbii, mimo faktu, iż koszykówka była w tym czasie najpopularniejszym sportem w Kosowie, a kraj dopuszczany był do rywalizacji międzynarodowej w innych dyscyplinach. Mimo tego, że FIBA nie uznawała Kosowa, w okresie tym istniała jego koszykarska reprezentacja, w barwach której występował między innymi Dardan Berisha.
Ostatecznie po tym, jak w 2014 roku Kosowo zostało przyjęte do Międzynarodowego Komitetu Olimpijskiego, otrzymało pełne członkostwo w Fédération Internationale de Basketball w marcu 2015 roku (jako 215. federacja w historii), a tym samym koszykarskie reprezentacje tego kraju (zarówno seniorskie, jak i juniorskie) zostały dopuszczone do udziału w międzynarodowej rywalizacji. Męska kadra seniorów planuje w nich zadebiutować w eliminacjach do Mistrzostw Europy w Koszykówce Mężczyzn 2017.